# نوروود (اوهایو)
نوروود(به انگلیسی: Norwood) شهری در ایالت اوهایو کشور ایالات متحده آمریکا است که جمعیت آن در سرشماری سال ۲۰۱۰ میلادی، ۱۹٬۲۰۷ نفر بوده‌است.